# Piraeus (periferie-district)
Piraeus (Grieks: Πειραιάς) is een periferie-district (perifereiaki enotita) in de Griekse regio Attica. De hoofdstad is het gelijknamige Piraeus en het periferie-district heeft 448.997 inwoners (2001).

## Geografie
Het departement omvat de Atheense voor- en havenstad Piraeus en het omliggende stedelijke gebied.

## Plaatsen[2]
| Plaats                  | Hoofdplaats (vroeger) | Postcode | GEMEENTE                    | Hoofdplaats van de gemeente |
| ----------------------- | --------------------- | -------- | --------------------------- | --------------------------- |
| Agios Ioannis Rentis    | Agios Ioannis Rentis  | 182 xxx  | Nikaia-Agios Ioannis Rentis | Nikaia                      |
| Drapetsona              | Drapetsona            | 186 xx   | Keratsini-Drapetsona        | Keratsini                   |
| Keratsini               | Keratsini             | 187 xx   | Keratsini-Drapetsona        | Keratsini                   |
| Korydallos              | Korydallos            | 181 xx   | Korydallos                  | Korydallos                  |
| Nikaia                  | Nikaia                | 184 xx   | Nikaia-Agios Ioannis Rentis | Perama                      |
| Perama                  | Perama                | 188 63   | Korydallos                  | Korydallos                  |
| Peiraias ((nl) Piraeus) | Peiraias              | 185 xx   | Peiraias                    | Peiraias                    |